# Seeschlacht von Genua
1792

Porrentruy – Marquain – Quiévrain – Verdun – Thionville – Valmy – Lille – Mainz (1792) – Jemappes
1793

Aldenhoven I – Namur – Neerwinden – Mainz (1793) – Famars – Valenciennes (1793) – Arlon (1793) – Hondschoote – Meribel – Avesnes-le-Sec – Pirmasens – Toulon – Fontenay-le-Comte – Cholet – Lucon – Trouillas – Dünkirchen – Le Quesnoy – Menin I – Wattignies – Weißenburg I – Biesingen – Kaiserslautern I – Weißenburg II
1794

Boulou – Landrecis – Menin II – Mouscron – Martinique – Guadeloupe – Tourcoing – Tournai – Kaiserslautern II – San-Lorenzo de la Muga – 13. Prairial – Fleurus – Kaiserslautern III – Vosges – Aldenhoven II
1795

Cornwallis’ Rückzug – Genua – Groix – Hyeres – Handschuhsheim – Mainz (1795) – Mannheim – Loano
1796

Montenotte – Millesimo – Dego – Mondovì – Lodi – Borghetto – Castiglione – Mantua – Siegburg – Altenkirchen – Wetzlar – Kircheib – Kehl – Kalteiche – Friedberg  – Malsch – Neresheim – Sulzbach – Deining – Amberg – Würzburg – Neufundland – Rovereto – Bassano – Limburg – Biberach I – Emmendingen – Schliengen – Caldiero – Arcole – Irland
1797

Fall von Kehl – Rivoli (1797) – St. Vincent – Diersheim – Santa Cruz – Neuwied – Camperduin
Die Seeschlacht von Genua (englisch: Battle of Genoa oder auch Battle of Cape Noli, französisch: Bataille de Gênes oder auch Bataille du cap Noli) war eine Schlacht zwischen französischen und verbündeten anglo-neapolitanischen Streitkräften während des Ersten Koaliotionskrieges, die vor Genua ausgetragen wurde. Die französische Flotte wurde von Konteradmiral Pierre Martin angeführt und umfasste 14 (später 13) Linienschiffe, während die britisch-neapolitanische Flotte unter Vizeadmiral William Hotham aus 13 Linienschiffen bestand. Die Schlacht endete mit einem britisch-neapolitanischen Sieg und der Kaperung von zwei französischen Schiffen.
Im Frühjahr 1795 versuchte Martin, die Kontrolle über die Gewässer vor Südfrankreich zurückzugewinnen. Diese war 18 Monate zuvor mit der Eroberung des französischen Marinestützpunkts in Toulon an die Briten übergegangen. Zwar konnte bei der anschließenden Belagerung Toulon zurückerobert werden, doch wurde dabei der Großteil der französischen Mittelmeerflotte im Hafen verbrannt. Anfang 1795 hatten die Franzosen wieder genügend Schiffe zur Verfügung, so dass Martin sich in der Lage sah, begrenzte Fahrten im Ligurischen Meer zu unternehmen. Anfang März 1795 segelte er nach Genua und traf unterwegs auf ein britisches Linienschiff, das er kaperte. Vor Genua traf Martin auf Hothams Flotte und nach zweitägigen Manövern kehrte der französische Admiral in Richtung französische Küste zurück.
Hotham folgte ihm und am 13. März trafen seine führenden Schiffe auf die französische Nachhut. Zwei Tage lang lieferten sich Martins hinterste Schiffe eine Reihe von Gefechten mit der britischen Flotte, bei denen mehrere Schiffe beider Seiten schwer beschädigt wurden. Martins Flaggschiff, die Sans Culotte, verlor über Nacht den Kontakt zur Schlacht und nach einer kurzen Wiederaufnahme der Schlacht am nächsten Morgen gab er den Befehl zum Rückzug.

## Vorgeschichte
Die Kriege gegen Frankreich weiteten sich im Februar 1793 erheblich aus, als der Nationalkonvent der neu gegründeten Französischen Republik Großbritannien den Krieg erklärte. Um die britischen Handelsinteressen im Mittelmeer zu schützen, wurde eine Flotte zusammengestellt und zur Blockade der französischen Mittelmeerflotte in deren Haupthafen Toulon an der südfranzösischen Küste entsandt. Bei ihrer Ankunft im August 1793 stellte die britische Flotte fest, dass sich Toulon aufgrund der Terrorherrschaft in Aufruhr befand. Der britische Kommandeur Samuel Hood überredete die Bürger, sich den französischen Royalisten anzuschließen und den britischen Streitkräften die Einnahme der Stadt und die Kaperung der französischen Flotte zu gestatten. Die republikanischen Streitkräfte belagerten die Stadt und es folgten vier Monate schwerer Kämpfe, bis die Briten und ihren Verbündeten am 18. Dezember vertrieben wurden. Während der chaotischen Evakuierung der Stadt wurde der größte Teil der französischen Mittelmeerflotte von britischen und spanischen Enterkommandos in Brand gesetzt.
In der Folge starteten die Briten eine Invasion auf Korsika, während die Franzosen mit dem Wiederaufbau ihrer Flotte begannen. Aufgrund von Fehlschlägen spanischer Landungstrupps hatte mehr als die Hälfte der Flotte, die Brände überstanden. Die unbeschädigten französischen Schiffe blieben die meiste Zeit des Jahres 1794 im Hafen. Im Juni unternahm der neue Kommandant, Konteradmiral Pierre Martin, Vorbereitungen, um Korsika zu versorgen und Bastia zu entsetzen. 1795 hatte die französische Mittelmeerflotte wieder ihre volle Stärke erreicht und Martin stellte 15 Linienschiffe und sechs Fregatten für eine Operation im Ligurischen Meer zusammen.

## Blockadedurchbruch
Martin zögerte, Toulon zu verlassen, bis er sicher sein konnte, dass die Blockade des Hafens vorübergehend aufgehoben worden war. Hood war Ende 1794 durch seinen Stellvertreter, Vizeadmiral William Hotham, ersetzt worden, der seine Schiffe während des Winters in der Bucht von Saint-Florent an der Nordküste Korsikas stationiert hatte. Dort hatte man versucht, die Schiffe teilweise zu reparieren. Ende Februar segelte Hotham zu umfangreicheren Reparaturen nach Livorno im Großherzogtum Toskana. Anfang März erhielt Martin die Nachricht von Hothams Abreise und stach am 3. März in See.
Die französische Flotte hatte mit einer Reihe von Stürmen zu kämpfen und es dauerte vier Tage, bis sie die korsische Küste erreichte. Dort entdeckten Martins Späher vor Cap Corse die HMS Berwick. Martin erkannte die Gelegenheit und entsandte ein Geschwader von Fregatten und Linienschiffen, um die Berwick zu verfolgen. Dabei kam es zu einem kurzen Gefecht, mit der Fregatte Alceste. Beide Schiffe wurden bei dem Gefecht beschädigt und als die Alceste zurückfiel, wurde Kapitän Adam Littlejohn auf der Berwick durch einen Kettenschuss tödlich verwundet. Da weitere französische Schiffe in Reichweite kamen, die Berwick nicht entkommen konnte und ihr Kapitän tot war, beschlossen die überlebenden Offiziere, sich zu ergeben. Martin befahl der gekaperten Berwick und der Alceste, sich zum geschützten Ankerplatz in der Bucht von Gourjean abzusetzen, während seine Flotte weiter nach Osten in den Golf von Genua fuhr.
Am selben Tag, erreichte Hotham in Livorno die Nachricht vom Ausbruch der Franzosen, die am 6. März die Île Sainte-Marguerite in östlicher Richtung passiert hatten. Innerhalb eines Tages war Hothams Flotte auslaufbereit und verließ den Hafen am frühen Morgen des 9. März. Da Hotham glaubte, dass Korsika das Ziel der Franzosen sei entsandte er die Brigg HMS Tarleton, um Littlejohn zu warnen und ein Treffen mit der Berwick vor Cap Corse zu vereinbaren. Am Abend des 9. März kehrte die Tarleton mit der Nachricht zurück das die Berwick von den Franzosen gekapert worden sei, woraufhin Hotham seinen Kurs nach Nordwesten änderte. Am folgenden Tag entdeckten die Fregatten, die der britischen Flotte vorausgingen, Martins Flotte vor Noli im Golf von Genua, die nach Westen in Richtung Toulon steuerte.

## Verfolgung
Am 11. März sichtete Hotham die Franzosen, die sich südlich und in Luv der Briten befanden. Kurz darauf ging der Kontakt verloren, wurde aber am 12. März wiederhergestellt, als Martin seine Flotte wendete. Martin rückte bis auf 3 Seemeilen (5,6 km) an die Vorhut angeführt von der Princess Royal heran, bevor er nach Backbord abdrehte. Das Wetter war wechselhaft, was das Manövrieren sehr schwierig machte und beide Flotten daran hinderte, zueinander aufzuschließen. Mit auffrischendem Wind aus südlicher Richtung erhielt Hotham am Abend die Gelegenheit, seine Flotte in Schlachtlinie mit der Vorhut im Westen und den Franzosen im Südwesten aufzustellen. Die Nacht und der darauffolgende Morgen waren von schweren Sturmböen geprägt bei der mehrere französische Schiffe beschädigt wurden. Am Morgen des 13. März war Hotham klar geworden, dass Martin nicht die Absicht hatte, die britische Flotte anzugreifen, worauf er den Befehl zur allgemeinen Verfolgung anordnete. Dies erlaubte es seinen Kapitänen, aus der Formation auszuscheren und die Franzosen eigenständig zu verfolgen. Die HMS Inconstant unter dem Kommando von Kapitän Thomas Fremantle, hatte gegen 9:00 Uhr die die eine Stunde zuvor mit der Victoire kollidierte Ça Ira erreicht und eröffnete das Feuer.
Die französische Fregatte Vestale griff in das Geschehen ein und feuerte auf die Inconstant. Anschließend zog sie an dem britischen Schiff vorbei und befestigte eine Schleppleine an der Ça Ira. Daraufhin ließ Fremantle sein Schiff wenden und feuerte erneut auf die Ça Ira. Dabei geriet er in eine Breitseite des französischen Schiffes die drei Tote und 14 Verwundete forderte und erhebliche Schäden verursachte. Unfähig, die Aktion fortzusetzen, zog sich Fremantle zurück. Der Angriff der Inconstant hatte es jedoch anderen britischen Schiffen ermöglicht, sich der Aktion anzuschließen, so dass um 10:45 Uhr die HMS Agamemnon unter Kapitän Horatio Nelson das Feuer auf das französische Schiff eröffnen konnte.
Die Agamemnon, die kurzzeitig von der HMS Captain unter Kapitän Samuel Reeve unterstützt wurde, hielt den Kontakt zur Ça Ira aufrecht und feuerte dreieinhalb Stunden auf das französische Schiff. Nelson konnte sein Schiff vor dem Heck der Ça Ira positionieren und ein verheerendes Trommelfeuer entfachen. Bei dem Angriff wurden 110 Besatzungsmitglieder des französischen Schiffes getötet oder verwundet und große Teile der Takelage zerstört. Nelson hatte nur sieben Verwundete zu beklagen. Schließlich fielen Teile der französischen Hauptmacht zur Unterstützung zurück und Hotham befahl Nelson, sich zurückzuziehen, um nicht in Unterzahl zu geraten. Während die Kämpfe andauerten, waren weitere Britische Schiffe aufgetaucht, die in das Gefecht eingriffen. Hothams Flotte war jedoch nicht in der Lage, die sich zurückziehenden Franzosen komplett zu binden und als die Nacht hereinbrach, drehten die Franzosen gefolgt von den Briten nach Westen ab.

## Die Schlacht
Im Laufe der Nacht wechselten Martin und Letourneur von der Sans Culotte auf die Fregatte Friponne, was es ihnen ermöglichte, sich leichter durch die Flotte zu bewegen und die Operationen effektiver zu leiten. Die französische Flotte, die sich nun auf dem Rückzug in Richtung Toulon befand, erhielt den Befehl, Am Wind mit Steuerbordhalsen weg von den Briten, zu segeln. Aus ungeklärten Gründen befolgte die Sans Culotte diesen Befehl nicht und verlor im Laufe der Nacht den Anschluss zur Flotte. Um die beschädigte Ça Ira, die immer weiter hinter den Hauptteil der französischen Streitkräfte zurückfiel, besser zu schützen, wurde die Vestale abkommandiert durch die Censeur ersetzt und schleppte die Ça Ira in Richtung Toulon zurück.
Am Morgen manövrierten die Flotten 21 Seemeilen (39 km) südwestlich von Genua, wobei die Briten sich der französischen Linie im Westen näherten. Die Ça Ira und die Censeur waren weiter hinter die französische Flotte zurückgefallen, worauf Hotham die Bedford und die Captain zur Verfolgung abkommandierte. Um 06:30 Uhr hatte die Captain die französischen Nachzügler eingeholt. Sie lieferte sich 15 Minuten mit beiden Schiffen ein Gefecht, bevor die Bedford ihr zur Hilfe kam. Die Captain erlitt schwere Schäden an Takelage, Segeln und Masten und war um 07:50 Uhr nicht mehr steuerbar, sodass sie von der Strömung fortgetrieben wurde. Kurz darauf musste sich auch die Bedford mit schweren Schäden zurückziehen. Die beiden französischen Schiffe waren ebenfalls schwer beschädigt und trieben unkontrolliert dahin, ohne sich mit Martins Hauptflotte vereinigen zu können.
Martin versuchte, seine bedrängten Schiffe zu verteidigen und gab Befehl zur Halse, um die britische Flotte von der schwer beschädigten Ça Ira und Censeur zu trennen. Von diesem Manöver überrascht geriet die HMS Lowestoft plötzlich unter das Feuer des führenden französischen Schiffes Duquesne unter Kapitän Zacharie Allemand Kapitän Benjamin Hallowell, der sich bewusst war, dass er nicht wirksam reagieren konnte, schickte seine gesamte Besatzung zum Schutz vor französischem Geschützfeuer unter Deck. Lowestoft wurde an Segeln und Takelage schwer beschädigt, konnte aber durch die Ankunft der neapolitanischen Fregatte Minerva vor weiteren Schäden bewahrt werden.
Allemand hatte Martins Befehle während Halse nicht richtig ausgeführt. Nun befand er sich nicht wie beabsichtigt in Lee zwischen den Briten und der Ça Ira und der Censeur, sondern in Luv auf der anderen Seite der britischen Vorhut. Hotham war es gelungen, seine Schiffe zwischen die angeschlagenen französischen Schiffe und Martins Hauptflotte zu bringen, was einen Kampf unvermeidbar machte. Um 8:00 Uhr griff Allemand die Illustrious und die Courageux an. Die Duquesne schloss sich zusammen mit der Victoire und der Tonnant an, während die britischen Schiffe in größerer Entfernung von der Agamemnon und der Princess Royal unterstützt wurden. Eine Stunde lang lieferten sich die französische und die britische Vorhut ein heftiges Feuergefecht, wobei die Illustrious die größten Schäden davon trug. Allemands Geschwader entfernte sich daraufhin von den treibenden britischen Schiffen, die keine Unterstützung durch eine Flaute behinderte britische Flotte erhielten.
Der Rest der französischen Flotte war Allemand nicht gefolgt und drehte zusammen mit der Vorhut ab. Dadurch saßen die angeschlagene Ça Ira und Censeur auf der anderen Seite der britischen Flotte fest, worauf Martin sie ihrem Schicksal überließ. Isoliert ergaben sich Franzosen um 10:05 Uhr. Hotham der beschlossen hatte, dass die Beseitigung der schweren Schäden an seiner Vorhut und die Sicherung der gekaperten Schiffe wichtiger waren als die Fortsetzung der Aktion, drehte um 14:00 von Martins rasch davonsegelnden Schiffen ab. Mehrere Offiziere, darunter Nelson, waren davon überzeugt, die gesamte französische Flotte vernichten zu können, wenn Hotham die gekaperten und die beschädigten Schiffe aufgäbe und die Franzosen verfolge. Doch Hotham weigerte sich und antwortete: „Wir müssen zufrieden sein, wir haben sehr gut gearbeitet.“

## Nachwirkungen
Hotham versammelte seine Prisen und beschädigten Schiffe und drehte nach Osten in Richtung des Ankerplatzes im Golf von La Spezia ab. Sämtliche Schiffe in Kiellienienformation waren im Einsatz gewesen und hatten Verluste erlitten. Die britischen und neapolitanischen Gesamtverluste beliefen sich auf 74 Gefallene und 284 Verwundete. Die französischen Verluste wurden nach der Schlacht nicht vollständig erfasst, die Gesamtzahl der Verluste auf den zerstörten Schiffen Ça Ira und Censeur wird in britischen Berichten mit etwa 400 angegeben.
Hothams Schiffe die vor La Spezia ankerten wurden am 17. März durch einen Sturm weiter in Mitleidenschaft gezogen.
Die Flotte blieb eine Woche lang in La Spezia, um Reparaturen durchzuführen, bevor sie am 25. März nach Saint-Florent weiterfuhr. Die Reparaturen dauerten bis zum 18. April, woraufhin die Hotham nach Livorno zurückkehrte. Beide Schiffe wurden in San Fiorenzo unter ihren ursprünglichen Namen in die Royal Navy aufgenommen.
Nach der Schlacht zog sich Martin mit den beschädigten Schiffen aus der Bucht von Gourjean und der Sans Culotte aus Genua nach Hyères zurück. Die Sans Culotte hatte nach ihrer Trennung in der Nacht auf 13. März versucht, sich wieder der französischen Flotte anzuschließen. Dabei war sie aber von einem spanischen Geschwader gesichtet und verfolgt worden, worauf sie Schutz im neutralen Hafen von Genua suchte. Martin schickte die am stärksten beschädigten Schiffe zur Überholung nach Toulon zurück und blieb mit 11 Schiffen vor Hyères vor Anker, bis er im April mit Verstärkung aus der französischen Atlantikflotte ebenfalls in den Hafen zurückkehrte. Die Kapitäne der Sans Culotte, der Mercure und der Duquesne wurden von Martin gerügt, weil sie seine Befehle nicht befolgt hatten, aber anschließend von einem Geschworenengericht freigesprochen.
Obwohl die Schlacht ein britischer Sieg war, kritisierte Nelson insgeheim Hothams Weigerung, die Schlacht fortzusetzen:
„I could never have called it well done“. „Ich hätte sie niemals als gut gemacht bezeichnen können.“ Hotham sah sich jedoch durch die Verhinderung einer möglichen französischen Landung auf Korsika in seinem Handeln bestätigt. Außerdem war er mit den Ereignissen an Land beschäftigt, wo ein Friedensvertrag zwischen Frankreich und der Toskana den Zugang zum Hafen von Livorno gefährdete.

## Flotten

### Alliierte
| Admiral Howards's Flotte | Admiral Howards's Flotte | Admiral Howards's Flotte | Admiral Howards's Flotte | Admiral Howards's Flotte | Admiral Howards's Flotte | Admiral Howards's Flotte                                     |
| Schiff                   | Kanonen                  | Kommandant               | Verluste                 | Verluste                 | Verluste                 | Anmerkungen                                                  |
| Schiff                   | Kanonen                  | Kommandant               | getötet                  | verwundet                | Insgesamt                | Anmerkungen                                                  |
| Vorhut                   | Vorhut                   | Vorhut                   | Vorhut                   | Vorhut                   | Vorhut                   | Vorhut                                                       |
| ------------------------ | ------------------------ | ------------------------ | ------------------------ | ------------------------ | ------------------------ | ------------------------------------------------------------ |
| HMS Captain              | 74                       | Samuel Reeve             | 3                        | 19                       | 22                       |                                                              |
| HMS Bedford              | 74                       | Davidge Gould            | 7                        | 18                       | 25                       |                                                              |
| Tancredi                 | 74                       | Francesco Caracciolo     | 1                        | 5                        | 6                        | neapolitanisches Linienschiff                                |
| HMS Princess Royal       | 98                       | John Child Purvis        | 3                        | 8                        | 11                       | Flaggschiff von Vizeadmiral Samuel Goodall                   |
| HMS Agamemnon            | 64                       | Horatio Nelson           | 0                        | 13                       | 13                       |                                                              |
| Minerva                  | 32                       |                          | 0                        | 4                        | 4                        | neapolitanische Fregatte                                     |
| Pilade                   | 32                       |                          | 0                        | 0                        | 0                        | neapolitanische Fregatte                                     |
| HMS Lowestoft            | 32                       | Benjamin Hallowell       | 0                        | 0                        | 0                        | Fregatte                                                     |
| HMS Poulette             | 26                       | Ralph Willett Miller     | 0                        | 0                        | 0                        | Fregatte                                                     |
| HMS Tarleton             | 14                       | Charles Brisbane         | 0                        | 0                        | 0                        | Sloop                                                        |
| Zentrum                  |                          |                          |                          |                          |                          |                                                              |
| HMS Illustrious          | 74                       | Thomas Frederick         | 20                       | 70                       | 90                       | Am 17. März vor der italienischen Küste Schiffbruch erlitten |
| HMS Courageux            | 74                       | Augustus Montgomery      | 15                       | 33                       | 48                       |                                                              |
| HMS Britannia            | 100                      | John Holloway            | 1                        | 18                       | 19                       | Flottenflaggschiff von Vizeadmiral William Hotham            |
| HMS Egmont               | 74                       | John Sutton              | 7                        | 21                       | 28                       |                                                              |
| HMS Windsor Castle       | 98                       | John Gore                | 6                        | 31                       | 37                       | Flaggschiff von Konteradmiral Robert Linzee                  |
| HMS Inconstant           | 36                       | Thomas Fremantle         | 3                        | 14                       | 17                       | Fregatte                                                     |
| HMS Meleager             | 32                       | George Cockburn          | 0                        | 0                        | 0                        | Fregatte                                                     |
| Nachhut                  |                          |                          |                          |                          |                          |                                                              |
| HMS Diadem               | 64                       | Charles Tyler            | 3                        | 7                        | 10                       |                                                              |
| HMS St George            | 98                       | Thomas Foley             | 4                        | 13                       | 17                       | Flaggschiff von Vizeadmiral Hyde Parker                      |
| HMS Terrible             | 74                       | George Campbell          | 0                        | 6                        | 6                        |                                                              |
| HMS Fortitude            | 74                       | William Young            | 1                        | 4                        | 5                        |                                                              |
| HMS Romulus              | 36                       | George Hope              | 0                        | 0                        | 0                        | Fregatte                                                     |
| HMS Moselle              | 18                       | Charles Dudley Pater     | 0                        | 0                        | 0                        | Sloop                                                        |
| Fox                      | 14                       | John Gibson              | 0                        | 0                        | 0                        | Kutter                                                       |

### Frankreich
| Admiral Martin’s Flotte | Admiral Martin’s Flotte | Admiral Martin’s Flotte       | Admiral Martin’s Flotte | Admiral Martin’s Flotte | Admiral Martin’s Flotte | Admiral Martin’s Flotte                                           |
| Schiff                  | Kanonen                 | Kommandant                    | Verluste                | Verluste                | Verluste                | Anmerkungen                                                       |
| Schiff                  | Kanonen                 | Kommandant                    | getötet                 | verwundet               | Insgesamt               | Anmerkungen                                                       |
| ----------------------- | ----------------------- | ----------------------------- | ----------------------- | ----------------------- | ----------------------- | ----------------------------------------------------------------- |
| Sans Coulette           | 118                     |                               |                         |                         |                         | Flottenflaggschiff von Konteradmiral Martin bis 13. März          |
| Duquesne                | 74                      | Zacharie Allemand             |                         |                         |                         |                                                                   |
| Victoire                | 80                      | Daniel Savary                 |                         |                         |                         |                                                                   |
| Tonnant                 | 80                      | Julien Marie Cosmao-Kerjulien |                         |                         |                         |                                                                   |
| Ça Ira                  | 80                      | Louis-Marie Coudé             |                         |                         | ca. 400                 | gekapert                                                          |
| Censeur                 | 74                      | Pierre Benoît                 |                         |                         | ca. 350                 | gekapert                                                          |
| Alcide                  | 74                      | Leblond Saint-Hylaire         |                         |                         |                         |                                                                   |
| Barra                   | 74                      | André Maureau                 |                         |                         |                         |                                                                   |
| Conquerant              | 74                      |                               |                         |                         |                         |                                                                   |
| Généreux                | 74                      |                               |                         |                         |                         |                                                                   |
| Guerrier                | 74                      | Louis Infernet                |                         |                         |                         |                                                                   |
| Heureux                 | 74                      | Charles Lacaille              |                         |                         |                         |                                                                   |
| Peuple Souverain        | 74                      |                               |                         |                         |                         |                                                                   |
| Timoléon                | 74                      | Joseph Khrom                  |                         |                         |                         |                                                                   |
| Minerve                 | 40                      |                               |                         |                         |                         | Fregatte                                                          |
| Alceste                 | 32                      |                               |                         |                         |                         | Fregatte                                                          |
| Tamise                  | 32                      |                               |                         |                         |                         | Fregatte                                                          |
| Vestale                 | 32                      |                               |                         |                         |                         | Fregatte                                                          |
| Fripomme                |                         | Louis-Léonce Trullet          |                         |                         |                         | Fregatte, Flaggschiff von Konteradmiral Martin, nach dem 13. März |
| Hazard                  | 20                      |                               |                         |                         |                         |                                                                   |
| Scout                   |                         |                               |                         |                         |                         |                                                                   |